# Monica Reyes
Pour les articles homonymes, voir Reyes.
 (avril 2008).
Si vous disposez d'ouvrages ou d'articles de référence ou si vous connaissez des sites web de qualité traitant du thème abordé ici, merci de compléter l'article en donnant les références utiles à sa vérifiabilité et en les liant à la section « Notes et références ».
Monica Reyes est un personnage de fiction de la série télévisée X-Files, interprété par Annabeth Gish. Elle est agent du bureau local du FBI à La Nouvelle-Orléans.

## Biographie de fiction
Titulaire d'une maîtrise d'histoire des religions, spécialiste des crimes rituels au FBI, elle a autrefois participé à l'enquête sur le meurtre par un tueur en série de Luke, le fils de John Doggett lorsque ce dernier faisait partie de la police de New York. Elle a immédiatement partagé le chagrin de John dont elle semble secrètement amoureuse.
John Doggett fait appel à elle pour la première fois dans l'épisode 14 de la saison 8 (Espérance) pour l'aider à retrouver Fox Mulder.
Elle réapparaît à l'épisode 17 de la saison 8 (Empedocle) pour enquêter sur un double homicide à la Nouvelle-Orléans où une vision lui rappelle le meurtre de Luke Doggett.
Elle apparaît également dans l'avant-dernier épisode de la saison 8 Essence 1/2. Elle a un rôle très actif dans le dernier épisode de la saison 8 (Essence 2/2) où elle œuvre à la protection de Dana Scully et de son bébé, William. C'est elle qui accouche le bébé de Dana Scully et qui la protège lorsque Billy Miles et d'autres humains devenus des "super-soldats" essaient de tuer l'enfant.
Ce n'est qu'à partir de la saison 9 qu'elle est officiellement affectée au siège du FBI à Washington : elle devient la partenaire de John Doggett au service des affaires non classées pendant le congé de maternité de Dana Scully. Elle reste sa partenaire jusqu'à la fin de la série car, après son congé de maternité, Dana Scully donne des cours de médecine légale à l'académie du FBI de Quantico et ne s'occupe plus que des autopsies au service des affaires non classées.
Elle est de retour dans la saison 10 et est désormais au service de l'homme à la cigarette, tout en donnant de précieuses informations à Scully. Elle revient pour la saison 11.